# شهرستان لی (گانسو)
شهرستان لی (به انگلیسی: Li County) یک شهرستان در چین است که در لونگنان واقع شده‌است. شهرستان لی ۴٬۲۹۹ کیلومتر مربع مساحت و ۴۵۸٬۲۳۷ نفر جمعیت دارد.